# Hymenopyramis brachiata
Hymenopyramis brachiata là một loài thực vật có hoa trong họ Hoa môi. Loài này được Wall. ex Griff. mô tả khoa học đầu tiên năm 1943.